# Parlamentswahl in Kasachstan 1994
Die Parlamentswahl in Kasachstan 1994 wurde am 7. März 1994 abgehalten und war die erste Parlamentswahl in der Geschichte des unabhängigen Staates Kasachstan.

## Wahlsystem
Nach der Verfassung Kasachstans von 1993 wurden bei der Parlamentswahl alle 177 Mandate im neuen kasachischen Parlament vergeben. 135 Abgeordneten wurden dabei durch die Wahl direkt vom Volk gewählt, die übrigen 42 Abgeordneten wurden über die sogenannte Staatsliste vom Präsidenten Nursultan Nasarbajew bestimmt. Mit der Annahme der Verfassung Kasachstan im Jahr 1993 ging auch eine Verpflichtung zu einem Mehrparteiensystem einher, da dieses in der Verfassung festgeschrieben war. Durch die Teilnahme mehrerer Parteien wurde diese konstitutionelle Vorgabe zumindest formal erfüllt. 

## Hintergrund
Bis zu seiner Auflösung war der Oberste Sowjet auch nach dem Zerfall der Sowjetunion das Organ der Legislative im unabhängigen Kasachstan. Im Dezember 1993 terminierte der Oberste Sowjet die Parlamentswahl für den 7. März des kommenden Jahres und beschloss daraufhin seine Selbstauflösung. Dem Obersten Sowjet mit seinen 360 Abgeordneten sollte bald das neue Parlament mit 177 Abgeordneten folgen. In der Übergangsphase zwischen der Selbstauflösung des Obersten Sowjets und der ersten Sitzung des neuen Parlaments, wurden Präsident Nasarbajew weitere Kompetenzen übertragen, um die Handlungsfähigkeit Kasachstans zu gewährleisten.

## Parteien und Kandidaten
Für die 135 Sitze im kasachischen Parlament, die durch die Wahl der Bürger vergeben wurden, wurden 754 Kandidaten von den Wahlbehörden registriert. Für die 42 Sitze, die durch die Entscheidung des Präsidenten vergeben wurden, bewarben sich 65 Kandidaten. Die Partei des Präsidenten Nasarbajew, die Union der nationalen Einheit, die später in der heutigen Regierungspartei Nur Otan aufging, wurde von den meisten anderen Parteien unterstützt, sodass der Kurs Nasarbajews auch außerhalb seiner Partei viel Rückhalt bei den Kandidaten fand. Als wichtigste Oppositionspartei trat der Volkskongress Kasachstan an, der sich gegen den Kurs des Präsidenten aussprach. Im Zentrum des circa zwei Monate andauernde Wahlkampfes standen wirtschaftliche Themen und die Frage nach einer weiteren Liberalisierung und Öffnung Kasachstans. Auch das Verhältnis zu Russland war Teil der politischen Auseinandersetzung.

## Ergebnis
Die Partei des Präsidenten Nasarbajew wurde mit 33 Sitzen stärkste Kraft im Parlament, war aber weit von einer absoluten Mehrheit entfernt. Da die meisten anderen Parteien aber ebenfalls als loyal gegenüber dem Präsidenten eingestuft werden mussten, ergab sich im Parlament eine deutliche Mehrheit für den Kurs Nasarbajews, der daher mit der Unterstützung seiner Vorhaben durch das Parlament rechnen konnte. Die Wahlbeteiligung lag nach offiziellen Angaben bei 73,52 %.
| Partei                            | Sitze |
| --------------------------------- | ----- |
| Union der nationalen Einheit      | 33    |
| Verband der Gewerkschaften        | 11    |
| Volkskongress Kasachstans         | 9     |
| Sozialistische Partei Kasachstans | 8     |
| Bauernunion                       | 4     |
| Bewegung Lad                      | 4     |
| andere Parteien                   | 7     |
| Unabhängige                       | 59    |
| gesamt                            | 135   |
| Staatsliste                       | 42    |
| gesamt                            | 177   |

## Folgen
Die Legislaturperiode des neuen Parlaments dauert nur circa ein Jahr, da das Verfassungsgericht Kasachstans die Wahl von 1994 im Frühjahr 1995 für ungültig erklärte und das daraufhin gebildete Parlament als illegal bezeichnete. Präsident Nasarbajew löste daraufhin das Parlament  auf und regierte ohne parlamentarische Kontrolle per Dekret. Nach der Annahme einer neuen Verfassung 1995 fanden am 9. Dezember 1995 Wahlen zu einem verkleinerten Parlament in einem Zweikammersystem statt.

## Bewertung
Die Wahl wurde von Beobachtern der Organisation für Sicherheit und Zusammenarbeit in Europa überwacht. Die Beobachtermission lobte die ersten Schritte zur Demokratisierung Kasachstans und die Wahrung der Meinungsfreiheit auch für oppositionelle Parteien, die einen politischen Wettbewerb vor der Wahl möglich machten. Durch Defizite hinsichtlich des Wahlsystems und der Durchführung der Wahl kamen die Beobachter trotz dieser Fortschritte zu dem Schluss, dass die Wahl demokratischen Standards nicht entsprochen habe. Insbesondere die Vergabe von Mandaten durch den Präsidenten über die Staatsliste wurde von den Beobachtern kritisiert.